# ラ・チニタ国際空港
ラ・チニタ国際空港（ラチニタこくさいくうこう）は、ベネズエラのマラカイボ郊外にある国際空港。市街地の16km南西に位置している。旅客数においてベネズエラ第2の空港である。 

## 主な航空会社
- コンビアサ航空
- アビオール・エアラインズ
- コパ航空

## 主な就航路線
国内線: カラカス、バレンシア、ポルラマル
国際線: パナマシティ

## 事故・インシデント
- 1991年3月5日にアエロポスタル・ベネズエラ108便がパイロットエラーにより離陸直後に付近の山に激突、乗客乗員45人全員が死亡した[3]。

## 脚注

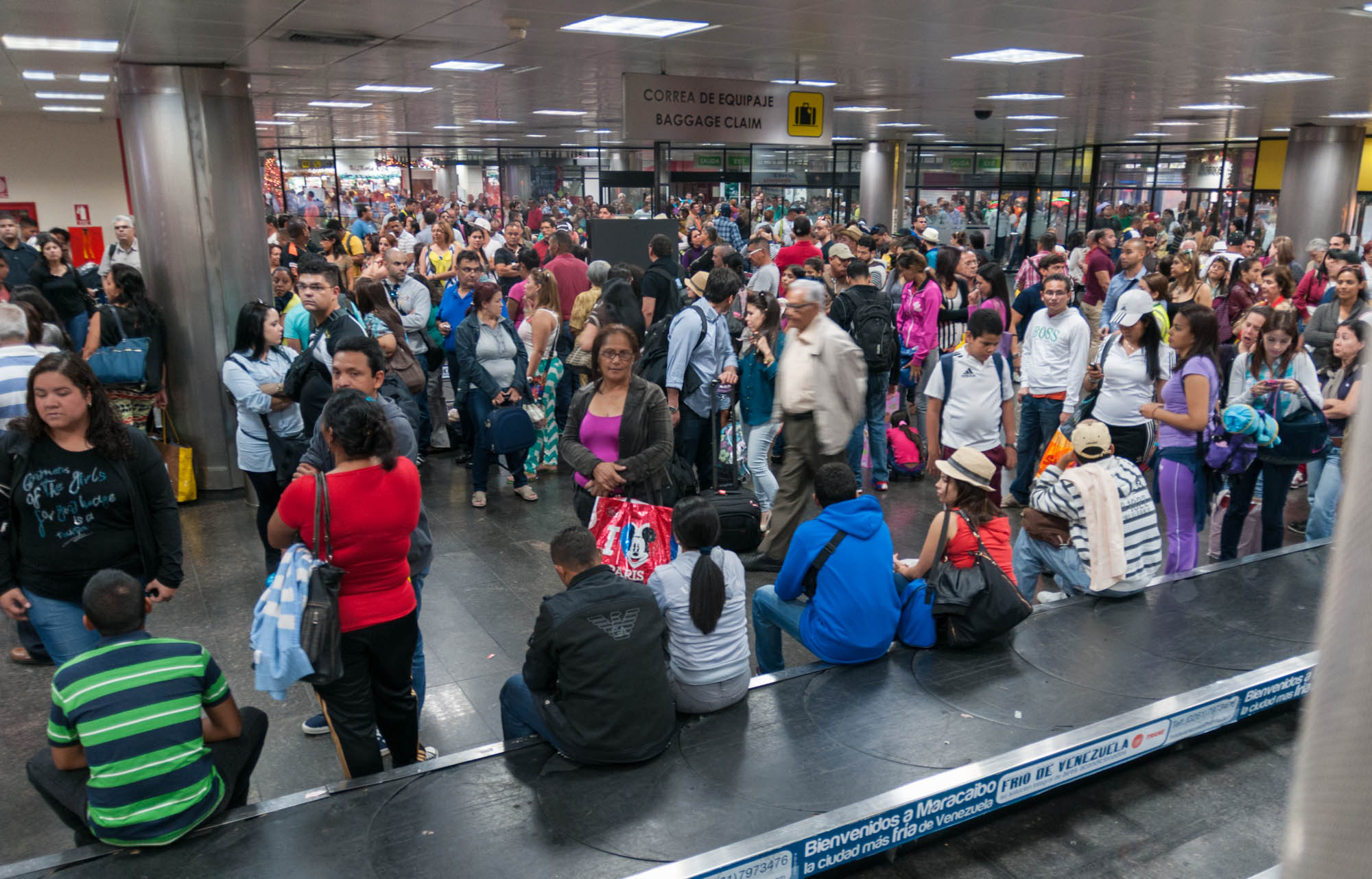